# Діазепам
Діазепам — лікарський засіб, що належить до транквілізаторів з групи похідних бензодіазепіну, що має анксіолітичну, протисудомну, міорелаксуючу та снодійну дію, та застосовується перорально та парентерально. Діазепам уперше синтезований Лео Штернбахом, співробітником компанії «Hoffmann-La Roche», який працював у лабораторії на території США, у штаті Нью-Джерсі як метаболіт хлордіазепоксиду, та розпочав його дослідження у 1960 році. У зв'язку із вищою ефективністю діазепаму спочатку компанія «Hoffmann-La Roche» у 1963 році розпочала випуск діазепаму, а пізніше й інші фармацевтичні компанії розпочали випуск інших похідних бензодіазепіну. Діазепам випускається у багатьох країнах світу, і поширеними торговими назвами його є, зокрема: «Апаурин», «Ассівал», «Валіум», «Реланіум», «Реліум», «Седуксен», «Сибазон».

## Фармакологічні властивості
Діазепам — синтетичний лікарський засіб, що належить до транквілізаторів з групи похідних бензодіазепіну. Механізм дії препарату полягає у взаємодії з бензодіазепіновими рецепторами в алостеричному центрі постсинаптичних рецепторів гамма-аміномасляної кислоти, що розміщені в лімбічній системі, таламусі, гіпоталамусі та бічних рогах спинного мозку та підвищенні чутливості ГАМК-рецепторів до медіатора — гамма-аміномасляної кислоти, що приводить до гальмування міжнейронної передачі у вказаних відділах мозку. Діазепам має анксіолітичну, протисудомну, міорелаксуючу та снодійну дію. Препарат підвищує поріг больової чутливості та регулює нейровегетативні реакції. Діазепам має антипанічну та амнестичну дію (переважно при парентеральному введенні). В анестезіології препарат може застосовуватись для зниження гострої стресової ситуації у передопераційному періоді та при важких діагностичних та лікувальних процедурах, діазепам підвищує ефективність ввідного наркозу. Препарат може понижувати артеріальний тиск (при швидкому внутрішньовенному введенні), має антиаритмічну дію, зменшує виділення шлункового соку в нічний час. Діазепам сприяє затрудненню відтоку внутрішньоочної рідини та посилює її секрецію, що сприяє підвищенню внутрішньоочного тиску. Діазепам не має несприятливого впливу на репродуктивну здатність та не має тератогенних властивостей.

### Фармакокінетика
Діазепам при прийомі всередину швидко всмоктується та розподіляється в організмі, біодоступність препарату при пероральному прийомі складає 75 %, максимальна концентрація в крові досягається протягом 30-120 хвилин. При внутрішньом'язовому введенні всмоктування препарату проходить повільніше, біодоступність складає 100 %, максимальна концентрація в крові досягається протягом 30-90 хвилин. При внутрішньовенному введенні біодоступність препарату складає 100%, максимальна концентрація в крові досягається протягом 15 хвилин. Діазепам створює високі концентрації у багатьох тканинах організму, найвищі концентрації створює у головному мозку та печінці. Діазепам добре проникає через гематоенцефалічний бар'єр. Препарат проникає через плацентарний бар'єр та виділяється в грудне молоко. Метаболізується діазепам в печінці з утворенням активних метаболітів — Ν-дезметилдіазепаму, оксазепаму, темазепаму. Метаболіти діазепаму можуть кумулювати в головному мозку, що сприяє тривалій та вираженій протисудомній дії. Виведення діазепаму проходить у декілька етапів. Період напіврозподілу діазепаму в організмі становить в середньому 3,2 години. Період напіввиведення діазепаму з організму становить 20-70 годин, період напіввиведення Ν-дезметилдіазепаму може досягати 100 годин. Виводиться препарат з організму переважно нирками (70 %) у вигляді неактивних метаболітів та з калом (10 %). У хворих з печінковою недостатністю, а також новонароджених та осіб похилого віку період напіввиведення діазепаму може підвищуватися.

## Показання
Діазепам застосовується для одноразового або курсового застосування при симптомах психічного напруження, занепокоєння, вираженої тривоги і страху при неврозах та гострих невротичних реакціях; при гострих тривожно-фобічних, параноїдально-галюцинаторних та тривожно-депресивних станах (у тому числі алкогольні психози та гострий абстинентний синдром при алкоголізмі та наркоманії); при делірії; захворюваннях, що супроводжуються судомами — епілепсії, правці; м'язових спазмах при нейродегенеративних захворюваннях; тривожних станах при ендогенних психічних захворюваннях (у тому числі при шизофренії); при органічних захворюваннях головного мозку як додатковий засіб у комбінованій терапії; в кардіології при стенокардії, інфаркті міокарду та гіпертонічних кризах; в анестезіології та хірургії — для премедикації перед операціями та ендоскопічними дослідженнями та для ввідного наркозу як компонент комбінованого наркозу; в акушерстві та гінекології — при еклампсії, передчасних родах, передчасному відшаруванні плаценти, для полегшення родової діяльності, при клімактеричних та менструальних психосоматичних розладах; в дерматології — у комплексній терапії екземи та інших дерматозів, що супроводжуються свербежем та дратівливістю; в педіатрії — станів, що супроводжуються емоційним напруженням, тривогою, страхом, підвищеною дратівливістю, порушенням настрою та поведінки, головним болем, порушенням сну та енурезом.

## Побічна дія
При застосуванні діазепаму можливі наступні побічні ефекти:
- Алергічні реакції — рідко (0,01-0,1 %) висипання на шкірі, свербіж шкіри, бронхоспазм, ларингоспазм, екзантема шкіри, анафілактичний шок.
- З боку травної системи — рідко (0,01-0,1 %) нудота, гикавка (частіше після внутрішньовенного введення), відрижка, запор, сухість в роті, ксеростомія, гіперсалівація, кишкові кольки, зниження апетиту; дуже рідко (менше 0,01 %) жовтяниця.
- З боку нервової системи — часто (1-10 %) підвищена стомлюваність, м'язова слабість, сонливість, порушення координації рухів; нечасто (0,1-1 %) (частіше після парентерального застосування) атаксія, сплутаність свідомості, головний біль, запаморочення, тремор, дизартрія, погіршення настрою, анте- або ретроградна амнезія, порушення зору, підвищення або зниження лібідо, депресія; при тривалому застосуванні фізична та психічна залежність від препарату; дуже рідко (менше 0,01 %) дратівливість, агресивність, нічні кошмари, галюцинації, марення або делірій, приступи судом, суїцидальні спроби.
- З боку серцево-судинної системи — нечасто (0,1-1 %) артеріальна гіпотензія після парентерального застосування; рідко (0,01-0,1 %) брадикардія, тахікардія, аритмія, серцева недостатність (після швидкого внутрішньовенного введення); дуже рідко (менше 0,01 %) зупинка серця, ортостатичний колапс після швидкого внутрішньовенного введення.
- З боку дихальної системи — дуже рідко (менше 0,01 %) (при парентеральному застосуванні) дихальна недостатність, апное, диспное, пригнічення дихання.
- З боку сечовидільної системи — рідко (0,1-1 %) нетримання або затримка сечі.
- Інші побічні реакції — часто підвищення ризику падінь та переломів; у осіб похилого віку; нечасто біль в суглобах.
- Зміни в лабораторних аналізах — рідко (0,01-0,1 %) лейкопенія, нейтропенія, агранулоцитоз, анемія, підвищення рівня білірубіну в крові, підвищення рівня активності амінотрансфераз та лужної фосфатази в крові.
- Місцеві реакції — частіше при швидкому внутрішньовенному введенні флебіти, флеботромбоз, біль та почервоніння в місці введення, при внутрішньовенному введенні — гикавка.

При передозуванні діазепаму відмічається різка загальмованість, виражена сонливість, ністагм, апное, пригнічення серцевої діяльності — гіпотонія та брадикардія, зниження чутливості до болю, порушення координації рухів, парадоксальне збудження, дизартрія, клонічні посмикування кінцівок, пригнічення рефлексів, порушення свідомості з переходом у кому та летальний кінець. Як антидот діазепаму при передозуванні застосовується флумазепіл, що є специфічним антидотом бензодіазепінових рецепторів.

## Протипокази
Діазепам протипоказаний при підвищеній чутливості до препарату або до інших похідних бензодіазепіну, при важкій дихальній недостатності та синдромі нічних апное, при важкій печінковій недостатності, тяжкій міастенії, при фобічних та нав'язливих станах, при закритокутовій формі глаукомі та гострому приступі глаукоми, при хронічних психозах, у хворих у стані шоку або у комі. Діазепам застосовується виключно у ІІІ триместрі вагітності. Під час застосування діазепаму рекомендовано припинити годування грудьми. Діазепам не рекомендовано застосовувати дітям віком менше 30 днів.

## Форми випуску
Діазепам випускається у вигляді ампул по 2 мл 0,5 % розчину; таблеток по 0,001; 0,002; 0,005 та 0,01 г; ректальних суппозиторіїв по 0,01 та 0,2 г; а також 0,5 % розчину для ректального застосування по 2,5 мл у тюбиках. Діазепам випускається також у комбінації з тримебутином під торговою маркою «Плідекс Т».

## Синоніми
Апаурин, Ассівал, Валіум, Диазепекс, Реланіум, Реліум, Седуксен, Сибазон,Methyl diazepinone, Diastat, Valium, Valtoco

## Немедичне застосування
Діазепам часто застосовується хворими алкоголізмом та опійною наркоманією для зняття негативних наслідків вживання наркотиків або алкоголю. Тривале вживання діазепаму може привести до психологічної або фізичної залежності від препарату. Основними симптомами залежності від діазепаму є зниження концентрації уваги, дезорієнтація, головокружіння, сонливість, в'ялість, порушення координації рухів, амнезія, іноді — ейфорія, сплутаність свідомоті, депресія, тремор, головний біль, безконтрольні рухи тіла, галюцинації. При різкій відміні препарату можуть спостерігатись дратівливість, тривожність, збудження, страх, головний біль, безсоння, спазми гладких м'язів, підвищене потовиділення, депресія, нудота і блювання, судоми, тремор. Хворі наркоманією часто застосовують діазепам для підвищення ефекту від основного наркотику або замість наркотику при його відсутності.

## Застосування у ветеринарії
Діазепам застосовується у ветеринарії при емоційному напруженні у тварин, страхові, тривозі, дратівливості (у тому числі при соматичних захворюваннях), епілепсії та епілептичних станах, дерматозах, судомах, для стимуляції апетиту, при гіпертонусі уретри, для премедикації при оперативних втручаннях. Окрім цього діазепам застосовують для покращення фіксації тварин та як антистесовий засіб під час транспортування тварин. Діазепам застосовують у коней, овець, кіз, свиней, собак та котів. Для ветеринарного застосування препарат випускається у таблетках по 1, 2 та 5 мг та ампул по 2 мл 0,5 % розчину.